# مطار وارسو مودلين
مطار وارسو مودلين (إياتا: WMI، إيكاو: EPMO) هو مطار دولي يقع على بعد 40 كيلومتر (25 ميل) شمال وسط مدينة وارسو في بولندا. تبلغ طاقته الاستيعابية تقريبًا بين (2.0-2.3) مليون راكب سنويا. كان في السابق قاعدة جوية عسكرية افتتحتها ألمانيا في الأصل عام 1940 لتساعدها في غزو بولندا.
بعد الاستسلام الألماني في عام 1945 نقل المطار إلى السيطرة السوفيتية/البولندية. أغلقت القاعدة الجوية في عام 2000 حيث اعتبر غير آمن، قبل أن يتم إصلاحه في نهاية المطاف وإعادة استخدامه كمطار تجاري. شركة الطيران الإيرلندية رايان إير هي المشغل الوحيد للمطار، ولكن تعمل إدارة المطار على جذب شركات الطيران الأخرى. المطار الدولي الرئيسي في المدينة هو مطار وارسو شوبان.

## التاريخ

### الاستخدام السابق

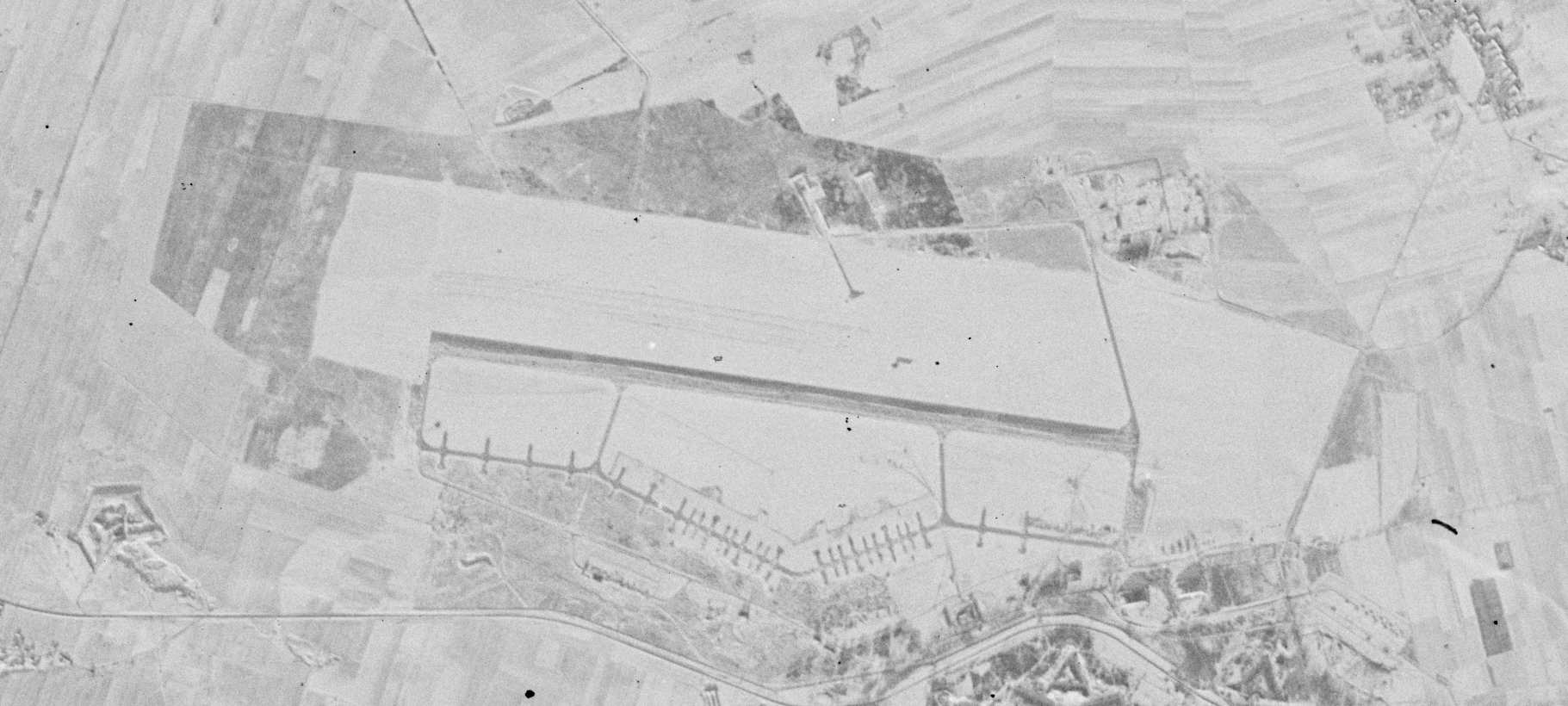
القاعدة الجوية السابقة من الجو في ديسمبر 1961

صمم في الأصل للاستخدام العسكري في الجمهورية البولندية الثانية في عام 1937، ولم تفتحه السلطات البولندية. شغل خلال الحرب العالمية الثانية في عام 1940 كقاعدة جوية من قبل القوات لوفتفافه الألمانية في بولندا المحتلة. بعد الحرب بين عامي 1945 و2000، استخدمتها القوات الجوية البولندية والسوفيتية.
أعلنت وزارة الدفاع الوطني البولندية إغلاق المطار في عام 2000.
كان مدرج المطار في حالة سيئة ويفتقر إلى الإضاءة المناسبة ووسائل الملاحة اللاسلكية الحديثة مثل نظام إنزال الآلات .

### إعادة التطوير
بعد ذلك بدأت شركة (Port Lotniczy Mazowsze Warszawa-Modlin Sp) تطوير جزء كبير من مساحته الأصلية، حول المطار للاستخدام المدني في المقام الأول كبديل لمحطة Etiuda المغلقة لشركات الطيران منخفضة التكلفة في مطار وارسو الرئيسي ظهرت هذه الفكرة في أوائل عام 2000. تأخر موعد افتتح المطار على الرغم من وجود خطط الأعمال. أعلن في فبراير 2008 عن الجدول الزمني لفتتاح المطار، سجلت هيئة الطيران البولندية المطار رسميًا كمطار مدني في 8 فبراير 2010.
أعلن في سبتمبر 2009 أن الاتحاد الأوروبي وفر التمويل لافتتاح في عام 2011 لاستخدامه في بطولة أمم أوروبا 2012. بدأت أعمال البناء أخيرًا في أكتوبر 2010 وكان من المتوقع أن يكتمل قبل بطولة 2012؛ ولكن لم يتم الوفاء بالموعد النهائي وبدأ المطار في العمل في يوليو 2012.
على الرغم من أن الطائرة الأولى كان من المقرر أن تغادر في 16 يوليو 2012، لكن المطار افتتح رسميًا في اليوم السابق ووصلت أول رحلة ركاب من بودابست إلى المطار حوالي الساعة 17:30. كما بدأت شركة طيران ويز إير وريان إير منخفضة التكلفة في استخدام المطار.

### الافتتاح

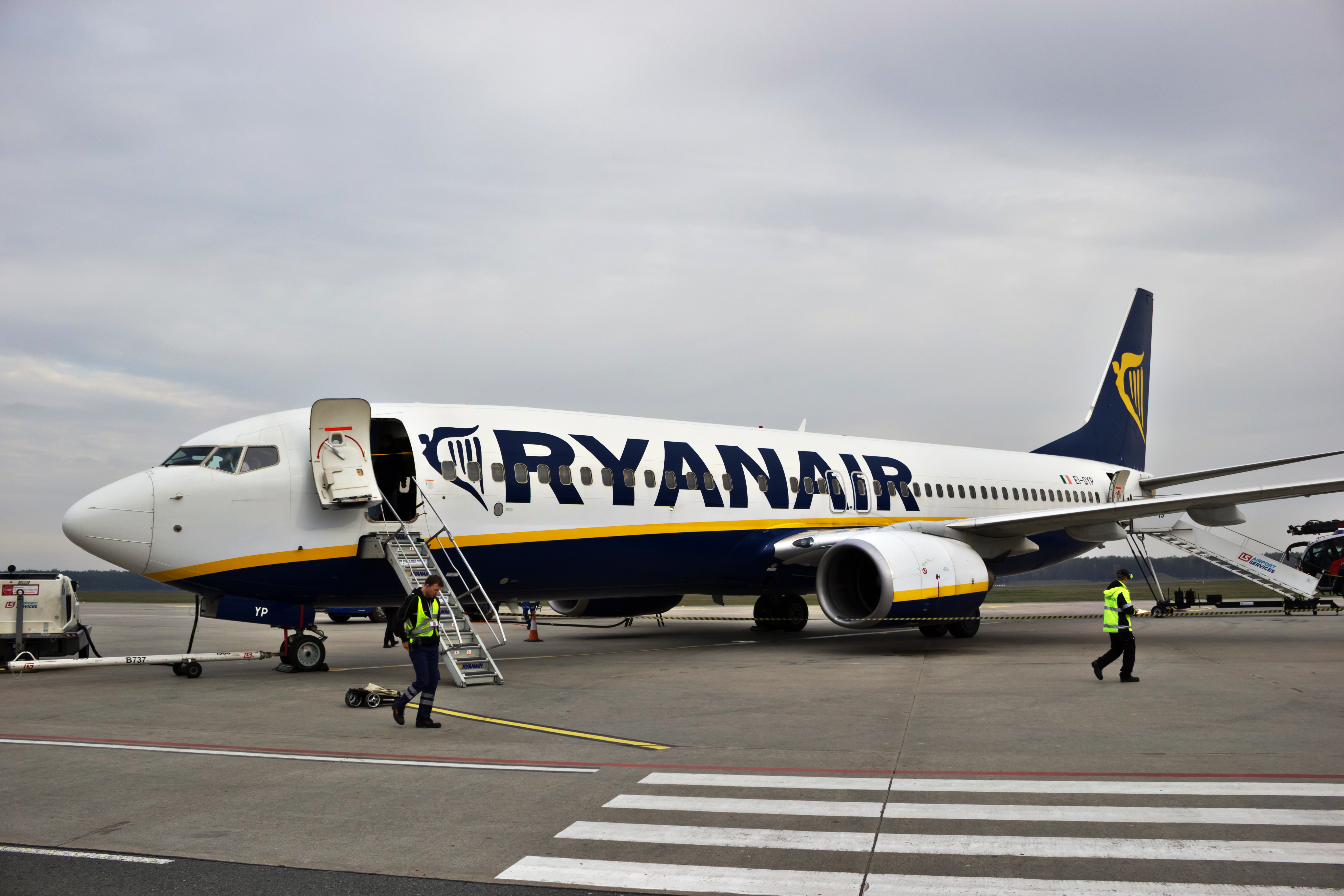
طائرة بوينغ 737 تابعة لرايان إير في مطار مودلين

أُعلن في 22 ديسمبر 2012 أن مدرج المطار سيغلق أمام الطائرات الأكبر حجمًا مثل بوينج 737 وإيرباص إيه 320 إلى أجل غير مسمى لأسباب تتعلق بالسلامة. أكدت شركة رايان إير في يوم إغلاق المدرج أنها ستحول جميع الطائرات إلى مطار وارسو شوبان حتى يتم إصلاح المدرج.
أكدت شركة ويز للطيران أنها ستوجه رحلاتها إلى مطار شوبان حتى إعادة افتتاح مودلين. أعيد الافتتاح الرسمي بعد أكثر من ستة أشهر في 4 يوليو 2013 بعد الانتهاء من أعمال البناء لإصلاح المدرج.
أعلنت شركة يز للطيران في 17 يوليو 2013 أنها لن تسير رحلات إلى مطار مودلين على الرغم من إعادة فتحه والبقاء في مطار وارسو شوبان بدلاً من ذلك. عادت رايان إير إلى مودلين في 30 سبتمبر 2013 ومنذ ذلك الحين أضافت المزيد من الرحالات إلى جدولها.

## مرافق
يتميز المطار بمبنى جديد من طابق واحد يحتوي على جميع مرافق المغادرة والوصول بالإضافة إلى بعض المتاجر. لا توجد جسور للتنقل إلى الطائرات تستخدم الحافلات أو يمشي الركاب إلى المحطة.

## شركات الطيران والوجهات
تقوم شركة الطيران التالية بتشغيل رحلات منتظمة ومؤجرة إلى ومن مودلين:
| شركـات طيـران | الوجهات |
| ------------- | --- |
| رايان إير     | مطار أليكانتي، مطار الملكة علياء الدولي، مطار برشلونة الدولي، Bari، مطار بوفيه - تيه، مطار أوريو أل سيريو، مطار برمينغهام، مطار بولونيا، مطار بريستول، مطار بودابست فرانز ليست الدولي، مطار كاتانيا-فونتاناروسا (تنتهي 28 أكتوبر 2023)، مطار بروكسل شارلروا الجنوب، مطار كولونيا بون الدولي، مطار دبلن الدولي، مطار إدنبرة، مطار آيندهوفن، Gothenburg، مطار هلسنكي فانتا، Leeds/Bradford، مطار لشبونة، مطار ليفربول، مطار لندن ستانستد، مطار مدريد باراخاس الدولي، مطار مالقة الدولي، مطار مالطا الدولي، مطار مانشستر، مطار نابولي، Paphos، مطار بورتو الدولي، مطار ريغا الدولي، مطار روما شيامبينو، Sandefjord، Shannon، مطار ستوكهولم أرلاندا، مطار تينيريفي الجنوبي، Thessaloniki، مطار تيرانا الدولي (تبدأ في 31 أكتوبر 2023)، مطار تريفيزو، مطار فيينا الدولي موسمي: مطار أثينا الدولي، Burgas، Cagliari، مطار خانية الدولي ‏، Corfu، مطار فارو، مطار غلاسكو الدولي، مطار كاوناس، مطار ميورقة، مطار أبروتسو الدولي، مطار بيزا الدولي، Rhodes، Rimini، Szczecin، مطار تراباني-بيرغي، مطار زادار، مطار زاكينثوس الدولي ‏ |

## الإحصاء

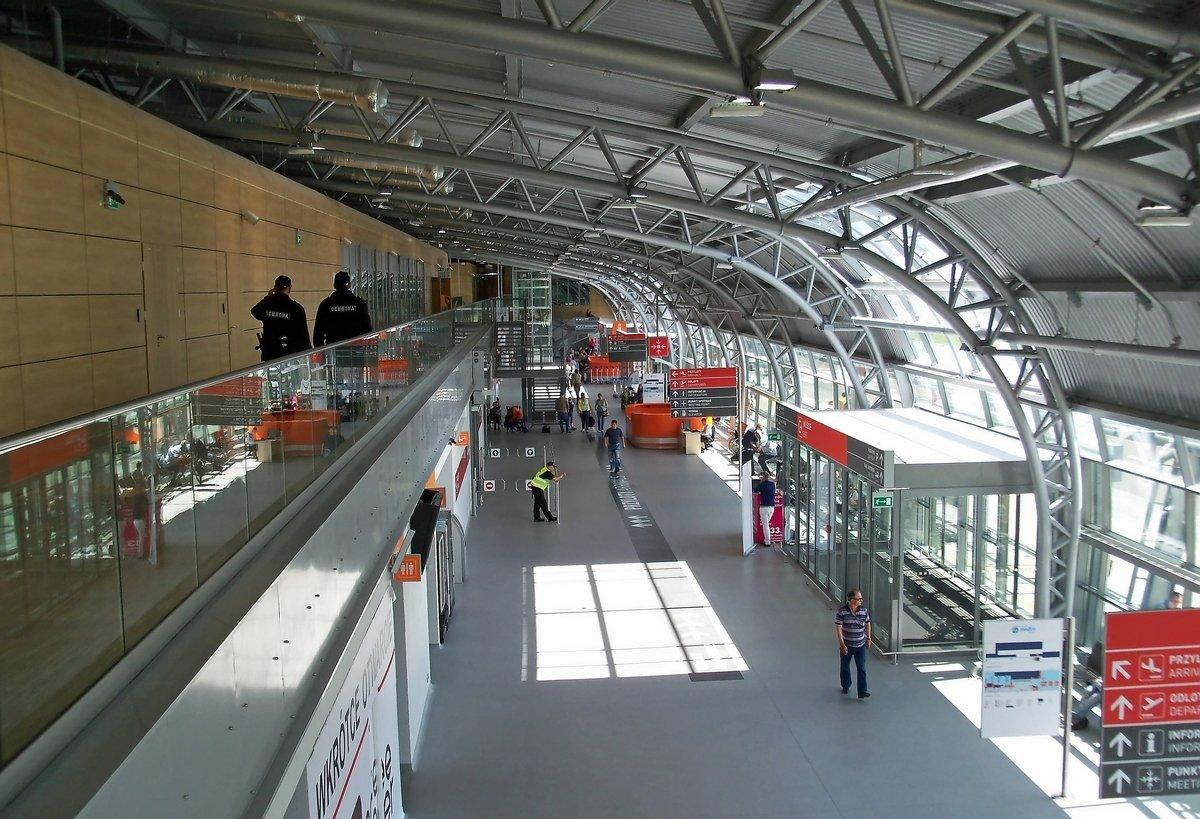
صالة تسجيل الوصول

| عام  | ركاب      | يتغيرون    |
| ---- | --------- | ---------- |
| 2012 | 857,481   |            |
| 2013 | 344,476   | ▼ 0 59.8٪  |
| 2014 | 1,703,219 | ▲ 0 394.4٪ |
| 2015 | 2,588,175 | ▲ 0 52٪    |
| 2016 | 2,860,874 | ▲ 0 11٪    |
| 2017 | 2,932,639 | ▲ 0 2.5٪   |
| 2018 | 3,081,966 | ▲ 0 5.9٪   |
| 2019 | 3,105,576 | ▲00.8%     |
| 2020 | 872,059   | ▼072%      |
| 2021 | 1,455,315 | ▲066.9%    |
| 2022 | 3,126,428 | ▲0114.8%   |

## النقل البري

### سيارة
يقع المطار على بعد 35 كم شمال غرب وارسو بالقرب من الطريق الوطني 62، وهو متصل بالطريق السريع S7 الذي يؤدي إلى وسط مدينة وارسو وغدانسك.

### الحافلات
تقدم شركتي ModlinBus وOKbus خدمات من المطار إلى وارسو ومدينة وودو ومدينة بيالا بودلاسكا ومدينة تورون وفوتسوافك وبوتسك عدة مرات في اليوم.

### قطار
لا يحتوي المطار نفسه على محطة للسكك الحديدية، ولكن هناك حافلات ترددية من وإلى محطة السكك الحديدية التي تبعد 4 كم، تغادر القطارات إلى وارسو 62 مرة في اليوم. تعمل 21 من هذه الحافلات (كل 60 دقيقة) عبر محطة وارسو المركزية إلى مطار وارسو شوبان بينما تنتهي الحافلات الأخرى في محطة وارسو الغربية.

## روابط خارجية
- الموقع الرسمي